# Hyloxalus italoi
Espèce
Hyloxalus italoi est une espèce d'amphibiens de la famille des Dendrobatidae.

## Répartition
Cette espèce se rencontre dans les provinces de Pastaza et de Morona-Santiago en Équateur et dans la région d'Amazonas au Pérou entre 200 et 1 000 m d'altitude sur le versant Est de la cordillère Orientale.

## Description
Les mâles mesurent de 19,1 à 27 mm et les femelles de 21,6 à 30,1 mm.

## Étymologie
Cette espèce est nommée en l'honneur de Ítalo G. Tapia.

## Publication originale
- Páez-Vacas, Coloma & Santos, 2010 : Systematics of the Hyloxalus bocagei complex (Anura: Dendrobatidae), description of two new cryptic species, and recognition of H. maculosus. Zootaxa, no 2111, p. 1-75.